# Moravské Knínice
Moravské Knínice – gmina w Czechach, w powiecie Brno, w kraju południowomorawskim. Według danych z dnia 1 stycznia 2014 liczyła 872 mieszkańców.